# Letnie Igrzyska Olimpijskie 2012

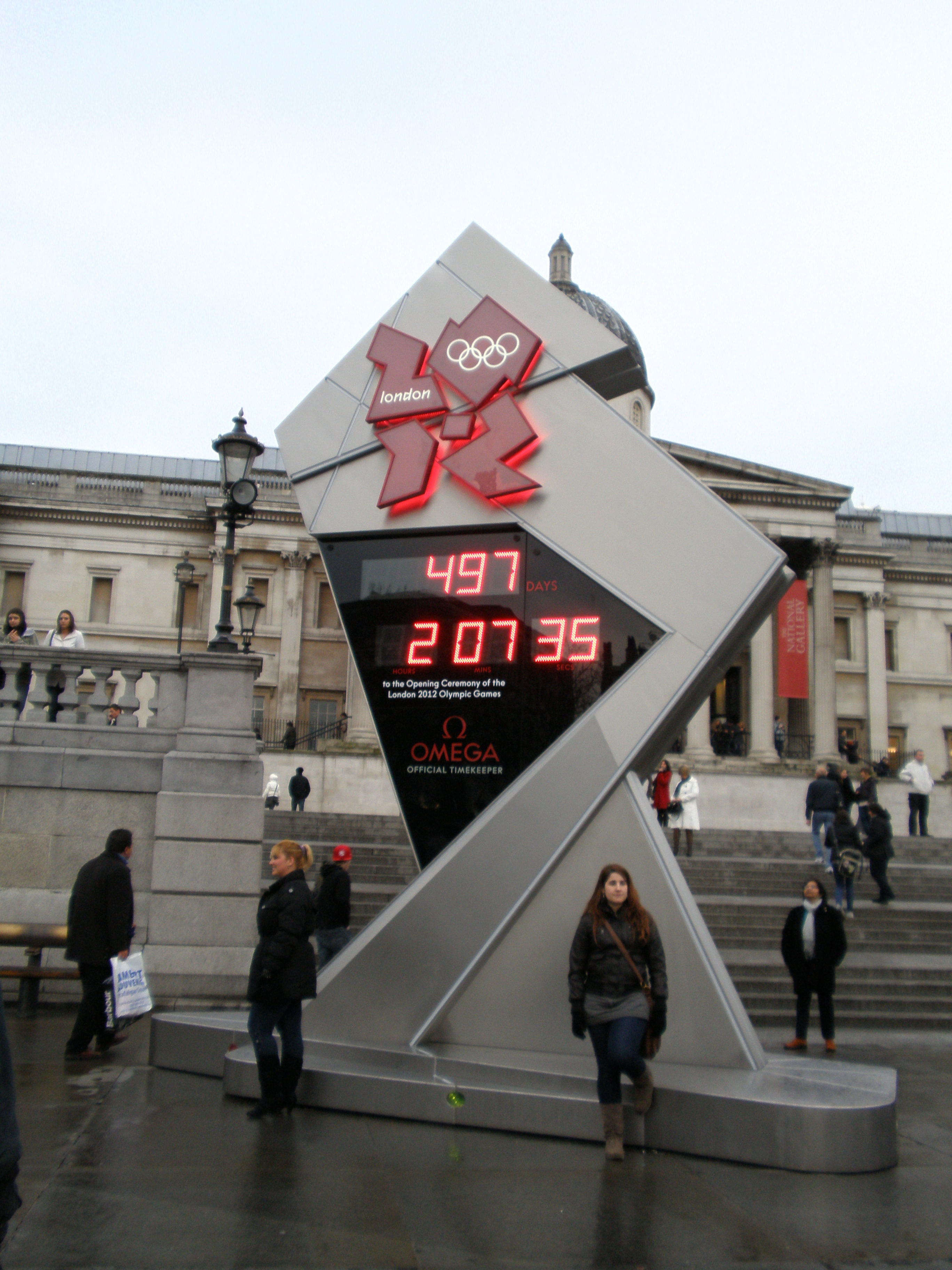
Zegar odliczający czas na placu Trafalgar Square

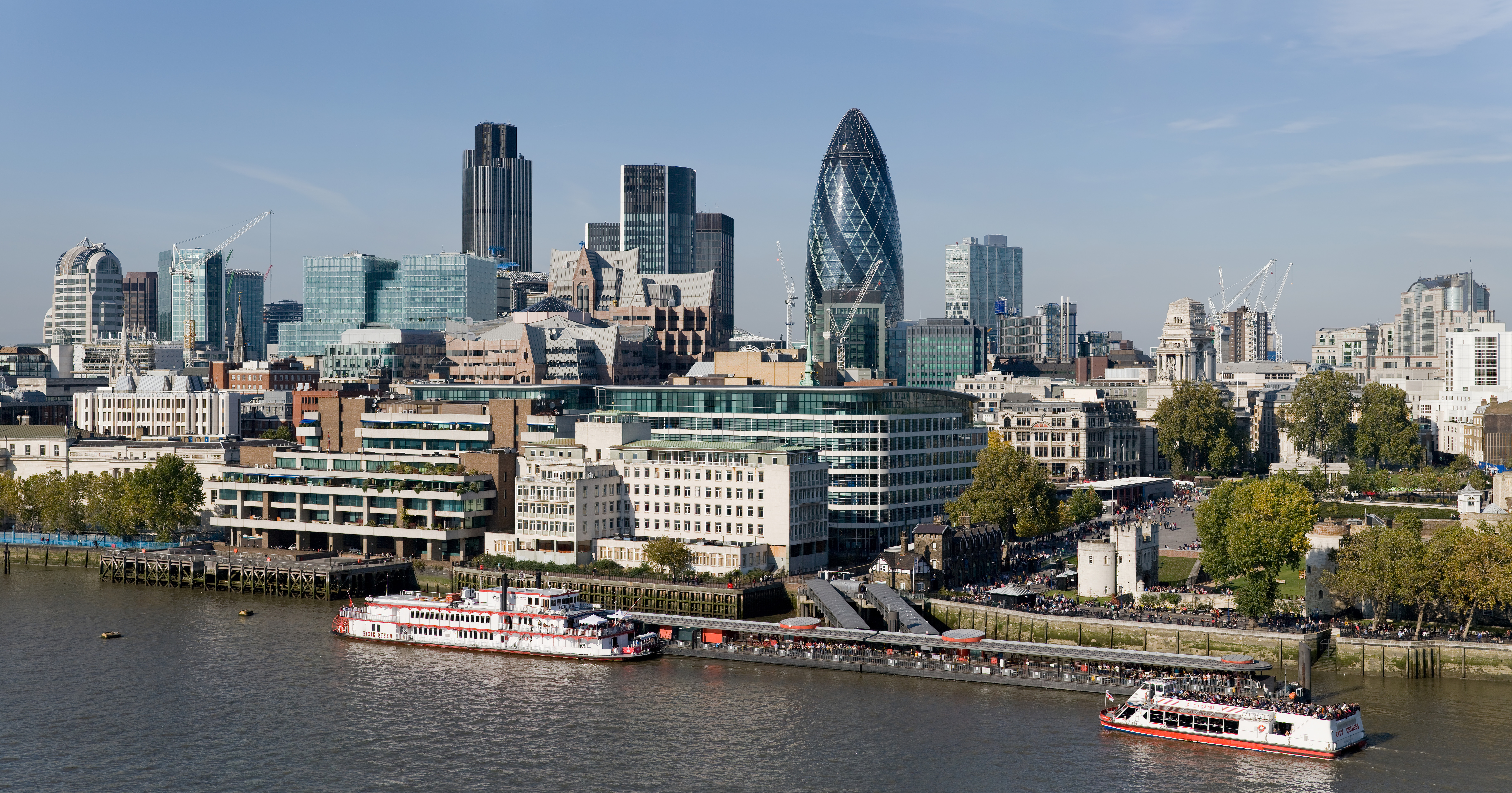
Londyn

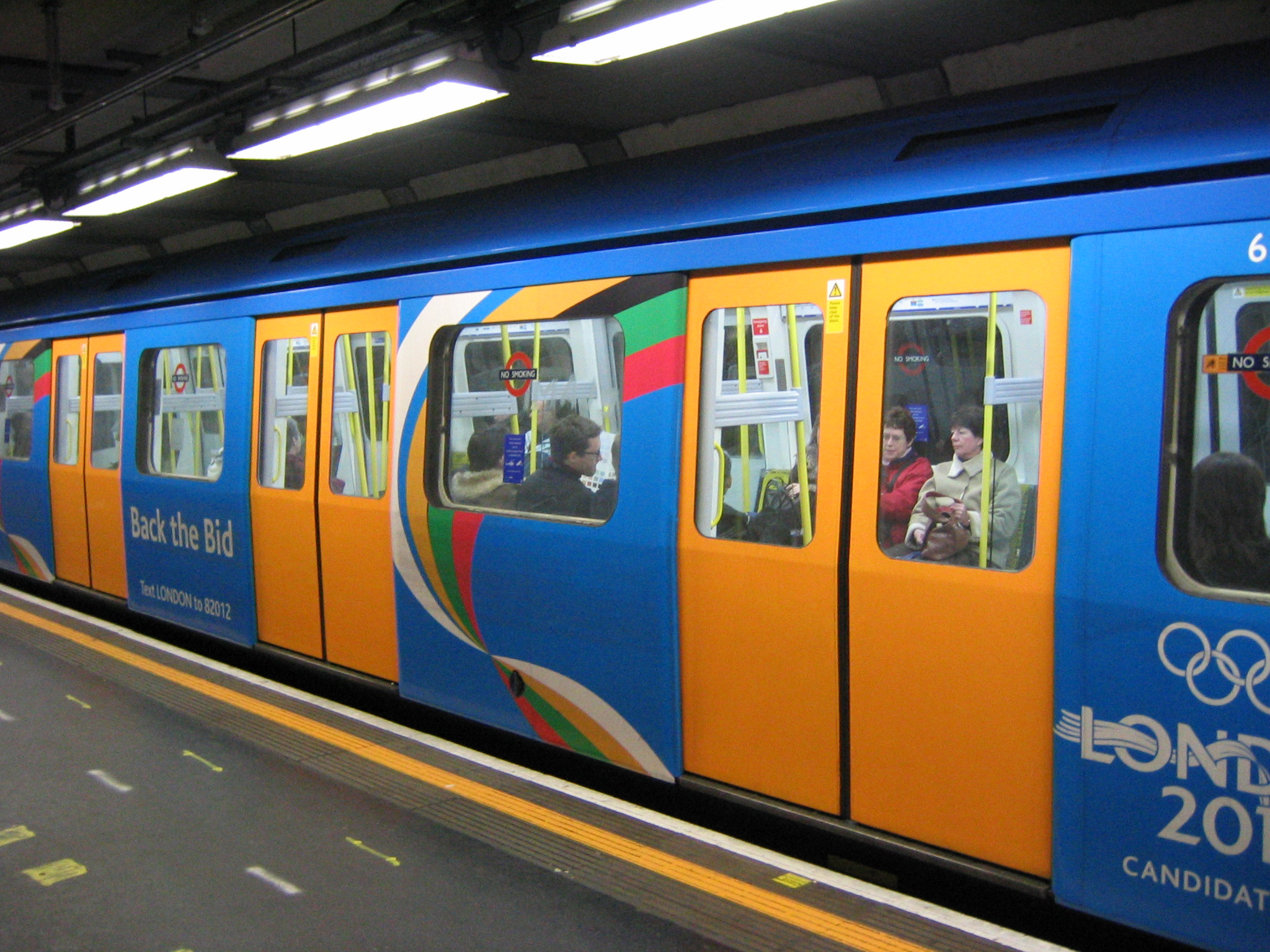
Pociąg oklejony reklamami Londynu jako organizatora IO 2012

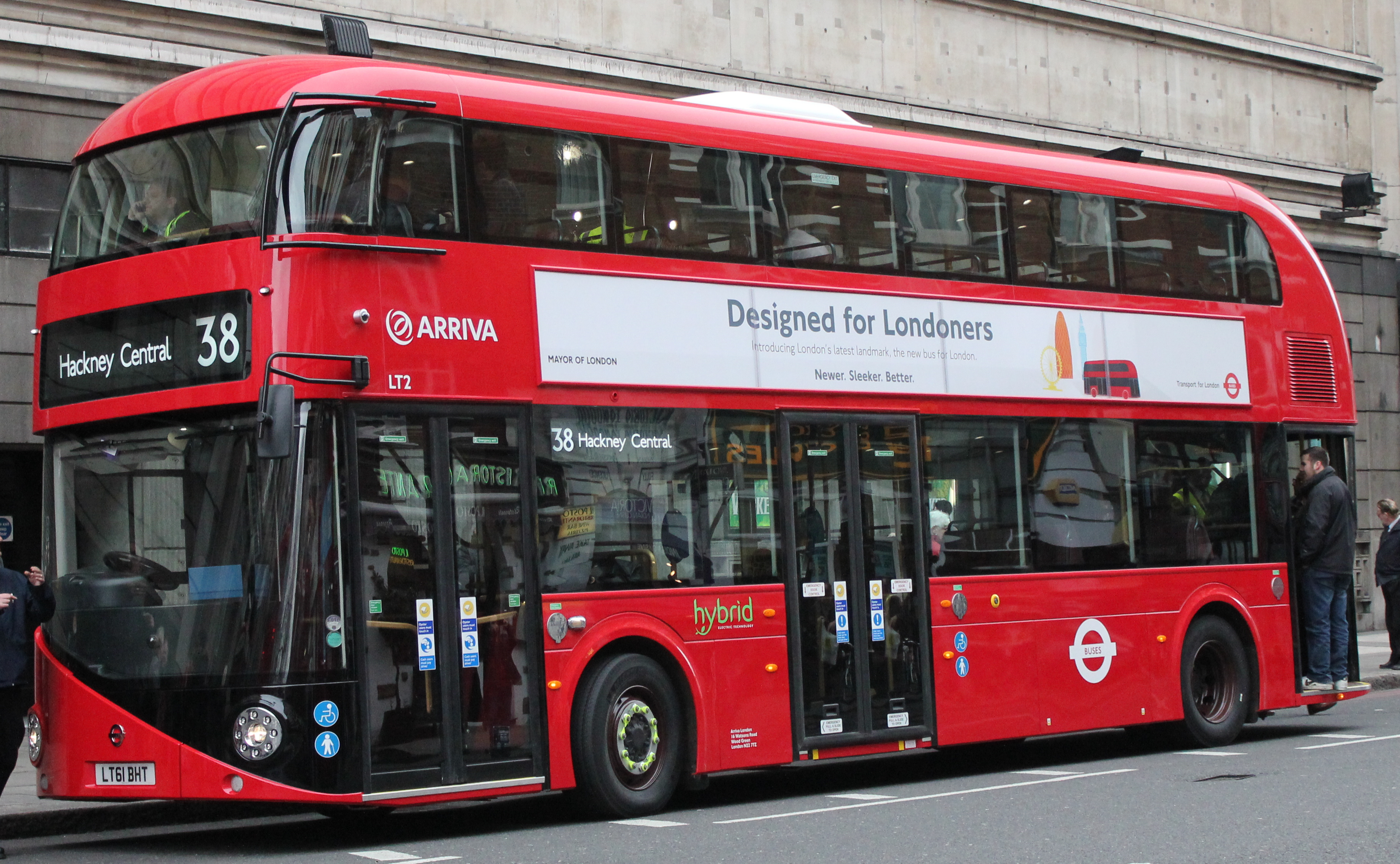
Nowa generacja Routemastera, specjalnie zakupiona na igrzyska olimpijskie

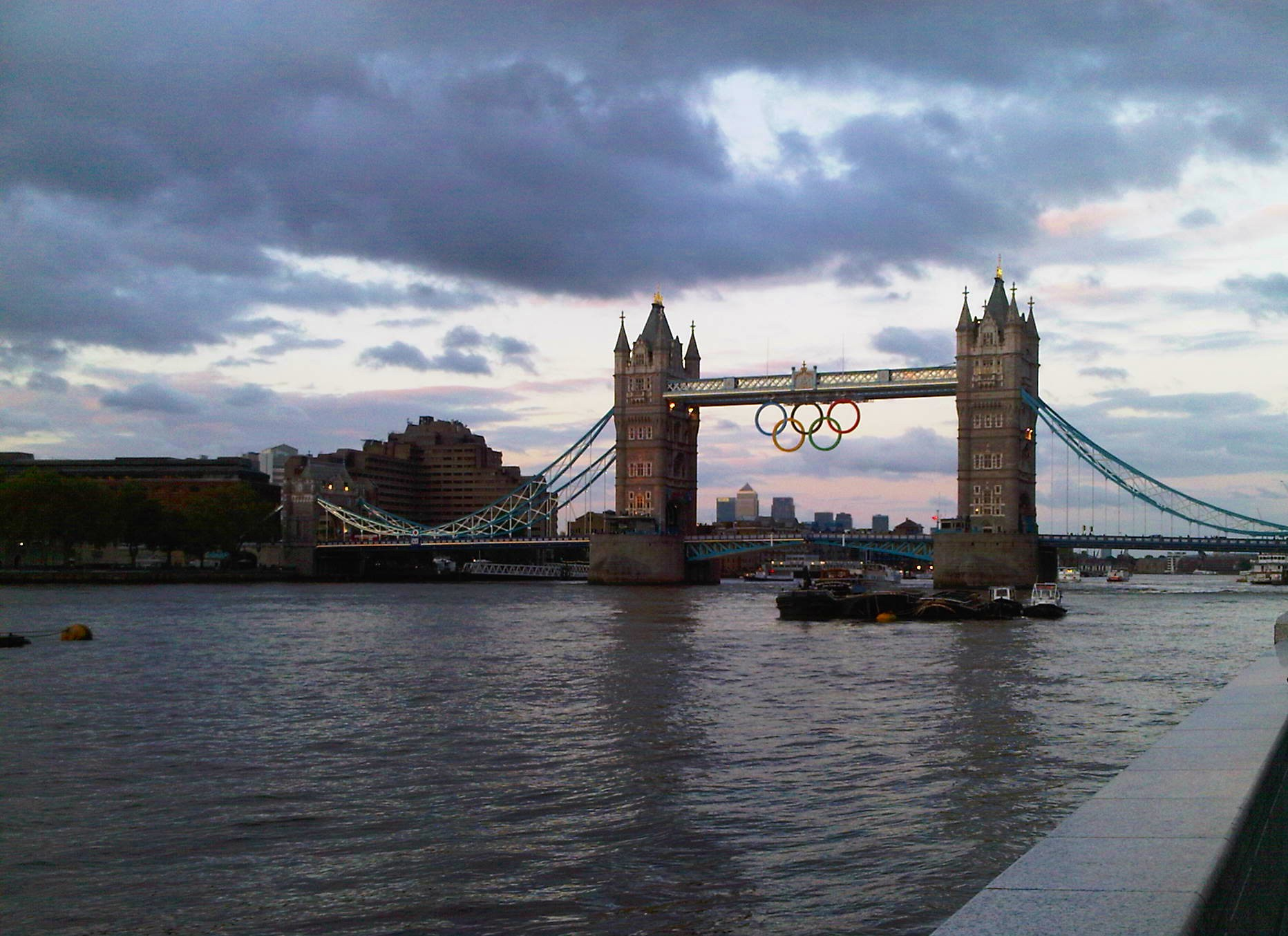
Most Tower Bridge z symbolem igrzysk

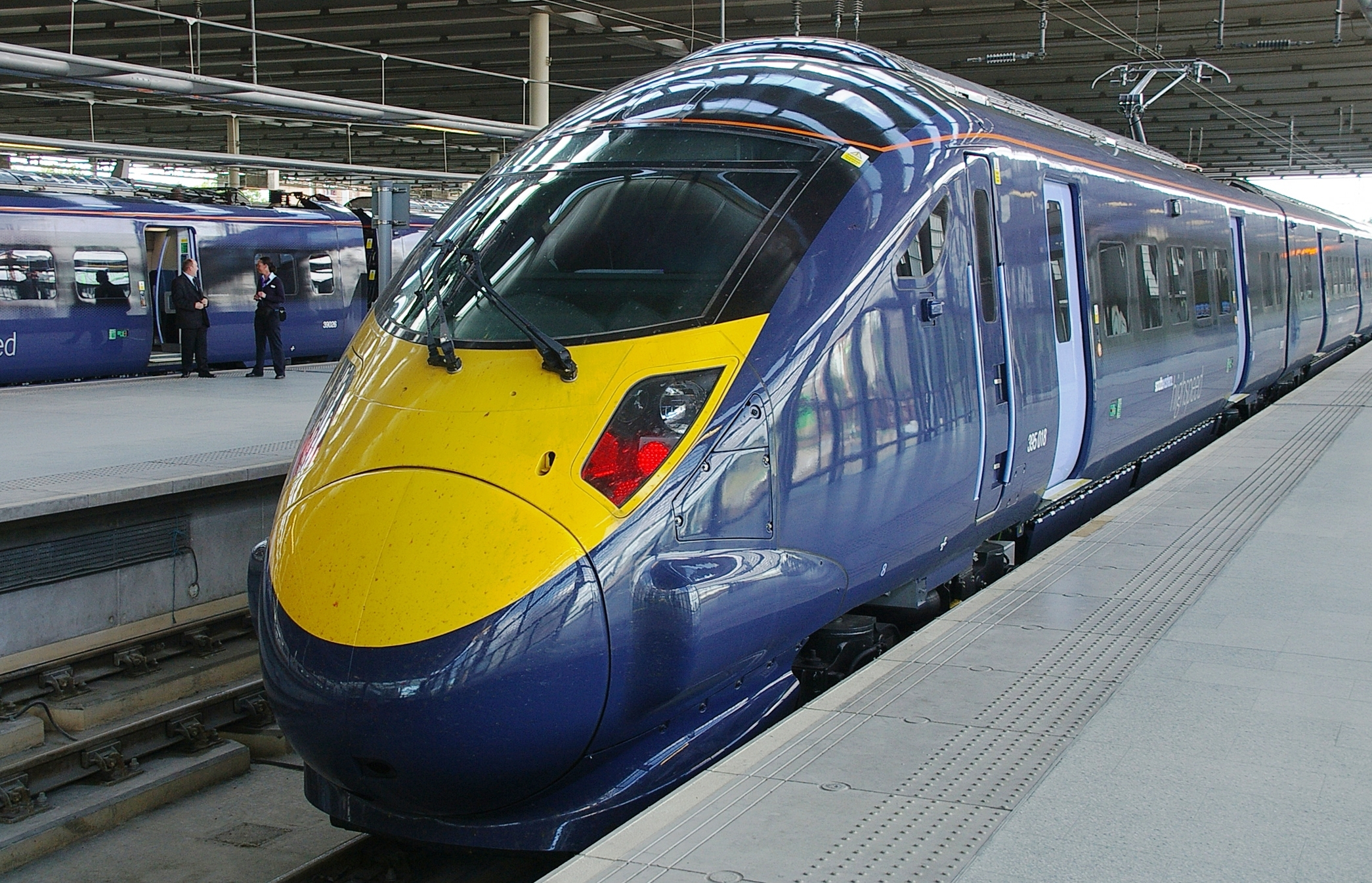
The Olympic Javelin specjalny pociąg przygotowany na Igrzyska na trasie St. Pancras do Ebbsfleet

XXX Letnie Igrzyska Olimpijskie (oficjalnie Igrzyska XXX Olimpiady) – multidyscyplinarne zawody sportowe, które odbyły się w Londynie między 27 lipca a 12 sierpnia 2012. Miasto to po raz trzeci gościło igrzyska olimpijskie. Wcześniej odbyły się tu w roku 1908 i 1948. Z powodu II wojny światowej w 1944 roku IO, których gospodarzem miał być Londyn, zostały odwołane. Trzy kraje nie wysłały do Londynu żadnego zawodnika. Były to: Nauru, Saint Kitts i Nevis i Barbados. 
Olympic Park, obejmujący m.in. wioskę olimpijską i szereg obiektów sportowych, znajduje się na terenie czterech londyńskich gmin: Newham, Hackney, Waltham Forest i Tower Hamlets i zajmuje powierzchnię 2,5 km². Poza parkiem olimpijskim zawody na terenie Londynu odbywały się w gminach: Newham (ExCeL London), Greenwich (Greenwich Park, Royal Artillery Barracks i The O2 Arena/North Greenwich Arena), Westminster (Horse Guards Parade, Hyde Park, Lord’s Cricket Ground i The Mall), Kensington and Chelsea (Earls Court Exhibition Centre), Brent (Stadion Wembley i Wembley Arena), Merton (All England Lawn Tennis and Croquet Club), Richmond upon Thames (Pałac Hampton Court) a takie dyscypliny jak m.in. maraton czy też kolarstwo szosowe także ulicami wielu innych gmin. Poza Londynem zawody odbywały się w Cardiff (Millennium Stadium), Coventry (Ricoh Arena), Glasgow (stadion Hampden Park), Manchesterze (stadion Old Trafford), Newcastle upon Tyne (stadion St James’ Park) oraz w pobliżu Dorney (Eton Dorney Rowing Centre) i Hadleigh (Hadleigh Farm), między miastami Waltham Cross i Waltham Abbey (Lee Valley White Water Centre), a także na wodach Weymouth Bay i Portland Harbour wokół dystryktu Weymouth and Portland.
Symbolem Igrzysk Olimpijskich i Paraolimpijskich 2012 jest stalowa rzeźba projektu Anish Kapoor oraz Cecila Balmonda. Rzeźba o wysokości 115 metrów nazwana została ArcelorMittal Orbit.

## Wybór

### Kandydat amerykański
Pierwszy swoją kandydaturę do zorganizowania igrzysk zgłosił Nowy Jork, który dokonał tego 2 listopada 2002. Proponowany budżet wynosił 3,1 miliarda dolarów. Nowy Jork został wybrany spośród ośmiu ubiegających się o to amerykańskich miast.
26 października 2001 Amerykański Komitet Olimpijski odrzucił połowę kandydatów:
- Tampa, ze względu na spore odległości pomiędzy obiektami sportowymi, dużą temperaturę w lecie i niewielką popularność miasta.
- Los Angeles, choć igrzyska miały być finansowane bezpośrednio przez organizatora i niepotrzebna byłaby duża rozbudowa infrastruktury i obiektów sportowych (jedynie strzelnicę należałoby zbudować od podstaw). Miasto było jednak już gospodarzem LIO 1984.
- Dallas, które wymagałoby dużego nakładu finansowego w celu budowy nowych obiektów sportowych, a igrzyska kolidowałyby z rozgrywkami NBA, NHL i baseballu
- Cincinnati, które zostało odrzucone ze względu na niedawne zamieszki, brak szybkiej kolei i małą liczbę miejsc noclegowych.

27 sierpnia 2002 odrzucono kolejne dwa miasta:
- Waszyngton, w którym panuje wilgoć, a odległości między obiektami sportowymi są duże.
- Houston, ze względu na dużą temperaturę w lecie i słabą rozpoznawalność międzynarodową.

W rywalizacji o oficjalną kandydaturę pozostał Nowy Jork i San Francisco. Stwierdzono jednak, że w tym drugim mieście mogą wystąpić problemy z komunikacją i wybrano to pierwsze.
Potencjalnymi problemami związanymi z organizacją igrzysk w Nowym Jorku były: zagrożenie atakami terrorystycznymi, konieczność dużych inwestycji i problemy z ruchem drogowym.

### Kandydatura niemiecka
Niemcy wyłoniły swojego kandydata do zorganizowania igrzysk olimpijskich w drodze głosowania, które odbyło się 12 kwietnia 2003 w hotelu Hilton w Monachium.
Swoje kandydatury zgłosiły następujące miasta: Hamburg, Frankfurt, Stuttgart, Düsseldorf i Lipsk.
Wyniki głosowania:
| Miasto     | Runda 1 | Runda 2 | Runda 3 | Runda 4 |
| Lipsk      | 55      | 57      | 58      | 81      |
| Hamburg    | 27      | 30      | 42      | 51      |
| Düsseldorf | 17      | 31      | 35      | –       |
| Frankfurt  | 21      | 16      | –       | –       |
| Stuttgart  | 15      | –       | –       | –       |

Oficjalnym kandydatem został Lipsk, a do rozegrania konkurencji żeglarskich wybrano Rostock.

### Pozostali kandydaci
21 stycznia 2003 kandydaturę Madrytu zgłosiła Hiszpania. Miasto to ubiegło się już o organizację igrzysk w 1972. 27 lutego 2003 złożono kandydaturę dwukrotnego gospodarza tej imprezy, Paryża. W maju 2003 Międzynarodowy Komitet Olimpijski wysłał pisma do krajowych komitetów prosząc ich o złożenie nazw miast-kandydatów.
7 lipca Brazylia wyraziła chęć wyboru swojego kandydata spośród Rio de Janeiro i São Paulo. Ostatecznie wybrano to pierwsze. W sierpniu 2003 kandydaci złożyli opłatę 150 000 USD, a w dniach 7–10 października odbyło się seminarium. W listopadzie zaś przedstawiciele odwiedzili Ateny, w celu obserwacji przygotowań tego miasta do Letnich Igrzysk Olimpijskich 2004. W maju 2004 do MKOl przyszły listy potwierdzające oficjalną kandydaturę miast. Ogółem o organizację igrzysk ubiegały się następujące miasta: Londyn, Paryż, Madryt, Nowy Jork, Moskwa, Lipsk, Rio de Janeiro, Stambuł i Hawana.

### Eliminacje
18 maja 2004 w Singapurze odbyły się eliminacje mające wyłonić finalistów wyścigu o organizację igrzysk. Kampanie reklamowe zostały ocenione. Oto wyniki:
- Paryż – otrzymał 8,5 pkt
- Madryt – otrzymał 8,3
- Londyn – otrzymał 7,6
- Nowy Jork – otrzymał 7,5
- Moskwa – otrzymała 6,5
- Lipsk – otrzymał 6,0
- Rio de Janeiro – otrzymało 5,1
- Stambuł – otrzymał 4,8
- Hawana – otrzymała 3,6

### Finał
Decyzja o tym, kto będzie organizatorem igrzysk olimpijskich w 2012 zapadła 6 lipca 2005 na 117. spotkaniu Międzynarodowego Komitetu Olimpijskiego w Singapurze. Członkowie MKOl-u wybrali spośród 5 kandydujących miast:
| Letnie Igrzyska Olimpijskie 2012 | Letnie Igrzyska Olimpijskie 2012 | Letnie Igrzyska Olimpijskie 2012 | Letnie Igrzyska Olimpijskie 2012 | Letnie Igrzyska Olimpijskie 2012 | Letnie Igrzyska Olimpijskie 2012 | Letnie Igrzyska Olimpijskie 2012 |
| -------------------------------- | -------------------------------- | -------------------------------- | -------------------------------- | -------------------------------- | -------------------------------- | -------------------------------- |
| Miasto                           | Państwo                          | Runda 1                          | Runda 2                          | Runda 3                          | Runda 4                          |                                  |
| Londyn                           | Wielka Brytania                  | 22                               | 27                               | 39                               | 54                               |                                  |
| Paryż                            | Francja                          | 21                               | 25                               | 33                               | 50                               |                                  |
| Madryt                           | Hiszpania                        | 20                               | 32                               | 31                               | –                                |                                  |
| Nowy Jork                        | Stany Zjednoczone                | 19                               | 16                               | –                                | –                                |                                  |
| Moskwa                           | Rosja                            | 15                               | –                                | –                                | –                                |                                  |

Według raportu MKOl-u najlepiej przygotowany do organizacji IO był Paryż. Duże szanse miały też Madryt i zwycięski Londyn. Najmniejsze szanse na organizację igrzysk w 2012 miały Nowy Jork ze względu na odległość od Europy i Moskwa przez słabe przygotowanie do organizacji igrzysk.
Dzień po ogłoszeniu decyzji, 7 lipca 2005, w Londynie doszło do serii zamachów w komunikacji miejskiej. Mimo tych wydarzeń MKOl podtrzymał swoją wcześniejszą decyzję.

## Symbole igrzysk
Maskotkami igrzysk zostały wybrane Wenlock i Mandeville, które zostały oficjalnie zaprezentowane w dniu 19 maja 2010 roku. Wenlock i Mandeville powstali z kropli stali pochodzącej z budowy Stadionu Olimpijskiego. Wenlock został nazwany na cześć wioski Much Wenlock w Shropshire, która była organizatorem prekursora igrzysk olimpijskich w XIX wieku. Z kolei imię Mandeville pochodzi od nazwy szpitala Stoke Mandeville w Buckinghamshire, gdzie narodziła się idea paraolimpiady. Oficjalną piosenką igrzysk olimpijskich w 2012 jest piosenka Survival, nagrana przez zespół Muse.

## Slogan
Inspiracja dla pokoleń (ang. Inspire a Generation)

## Przebieg zawodów

### Kalendarz
W poniższym kalendarzu zaprezentowano dni, w których rozdane zostały medale w danej konkurencji (żółty kolor), rozegrane zostały eliminacje (niebieski kolor), ceremonia otwarcia (zielony) i zamknięcia igrzysk (czerwony).
| Lipiec / Sierpień 2012 | 25 Śro | 26 Czw | 27 Pią | 28 Sob | 29 Nie | 30 Pon | 31 Wto | 1 Śro | 2 Czw | 3 Pią | 4 Sob | 5 Nie | 6 Pon | 7 Wto | 8 Śro | 9 Czw | 10 Pią | 11 Sob | 12 Nie | Konkurencje |
| ---------------------- | ------ | ------ | ------ | ------ | ------ | ------ | ------ | ----- | ----- | ----- | ----- | ----- | ----- | ----- | ----- | ----- | ------ | ------ | ------ | ----------- |
| Ceremonie              |        |        | ●      |        |        |        |        |       |       |       |       |       |       |       |       |       |        |        | ●      |             |
| Badminton              |        |        |        |        |        |        |        |       |       | 1     | 2     | 2     |       |       |       |       |        |        |        | 5           |
| Boks                   |        |        |        |        |        |        |        |       |       |       |       |       |       |       |       | 3     |        | 5      | 5      | 13          |
| Gimnastyka             |        |        |        |        |        | 1      | 1      | 1     | 1     | 1     | 1     | 3     | 3     | 4     |       |       |        | 1      | 1      | 18          |
| Hokej na trawie        |        |        |        |        |        |        |        |       |       |       |       |       |       |       |       |       | 1      | 1      |        | 2           |
| Jeździectwo            |        |        |        |        |        |        | 2      |       |       |       |       |       | 1     | 1     | 2     |       |        |        |        | 6           |
| Judo                   |        |        |        | 2      | 2      | 2      | 2      | 2     | 2     | 2     |       |       |       |       |       |       |        |        |        | 14          |
| Kajakarstwo            |        |        |        |        |        |        | 1      | 1     | 2     |       |       |       |       |       | 4     | 4     |        | 4      |        | 16          |
| Kolarstwo              |        |        |        | 1      | 1      |        |        | 2     | 2     | 2     | 1     | 1     | 1     | 3     |       |       | 2      | 1      | 1      | 18          |
| Koszykówka             |        |        |        |        |        |        |        |       |       |       |       |       |       |       |       |       |        | 1      | 1      | 2           |
| Lekkoatletyka          |        |        |        |        |        |        |        |       |       | 2     | 5     | 7     | 5     | 4     | 4     | 5     | 6      | 8      | 1      | 47          |
| Łucznictwo             |        |        |        | 1      | 1      |        |        |       | 1     | 1     |       |       |       |       |       |       |        |        |        | 4           |
| Pięciobój nowoczesny   |        |        |        |        |        |        |        |       |       |       |       |       |       |       |       |       |        | 1      | 1      | 2           |
| Piłka nożna            |        |        |        |        |        |        |        |       |       |       |       |       |       |       |       | 1     |        | 1      |        | 2           |
| Piłka ręczna           |        |        |        |        |        |        |        |       |       |       |       |       |       |       |       |       |        | 1      | 1      | 2           |
| Piłka wodna            |        |        |        |        |        |        |        |       |       |       |       |       |       |       |       | 1     |        |        | 1      | 2           |
| Pływanie               |        |        |        | 4      | 4      | 4      | 4      | 4     | 4     | 4     | 4     |       |       |       |       | 1     | 1      |        |        | 34          |
| Pływanie synchroniczne |        |        |        |        |        |        |        |       |       |       |       |       |       | 1     |       |       | 1      |        |        | 2           |
| Podnoszenie ciężarów   |        |        |        | 1      | 2      | 2      | 2      | 2     |       | 2     | 1     | 1     | 1     | 1     |       |       |        |        |        | 15          |
| Siatkówka              |        |        |        |        |        |        |        |       |       |       |       |       |       |       | 1     | 1     |        | 1      | 1      | 4           |
| Skoki do wody          |        |        |        |        | 1      | 1      | 1      | 1     |       |       |       | 1     |       | 1     |       | 1     |        | 1      |        | 8           |
| Strzelectwo            |        |        |        | 2      | 2      | 1      | 1      | 1     | 1     | 2     | 2     | 1     | 2     |       |       |       |        |        |        | 15          |
| Szermierka             |        |        |        | 1      | 1      | 1      | 1      | 2     | 1     | 1     | 1     | 1     |       |       |       |       |        |        |        | 10          |
| Taekwondo              |        |        |        |        |        |        |        |       |       |       |       |       |       |       | 2     | 2     | 2      | 2      |        | 8           |
| Tenis stołowy          |        |        |        |        |        |        |        | 1     | 1     |       |       |       |       | 1     | 1     |       |        |        |        | 4           |
| Tenis ziemny           |        |        |        |        |        |        |        |       |       |       | 2     | 3     |       |       |       |       |        |        |        | 5           |
| Triathlon              |        |        |        |        |        |        |        |       |       |       | 1     |       |       | 1     |       |       |        |        |        | 2           |
| Wioślarstwo            |        |        |        |        |        |        |        | 3     | 3     | 4     | 4     |       |       |       |       |       |        |        |        | 14          |
| Zapasy                 |        |        |        |        |        |        |        |       |       |       |       | 2     | 3     | 2     | 2     | 2     | 2      | 3      | 2      | 18          |
| Żeglarstwo             |        |        |        |        |        |        |        |       |       |       |       | 2     | 2     | 2     | 1     | 1     | 1      | 1      |        | 10          |
| Suma finałów           | 0      | 0      | 0      | 12     | 14     | 12     | 15     | 20    | 18    | 22    | 24    | 24    | 18    | 21    | 17    | 22    | 16     | 32     | 15     | 302         |

## Rozgrywane dyscypliny
W porównaniu do programu igrzysk olimpijskich w Pekinie w programie igrzysk w Londynie nie odbyły się rozgrywki w baseballu i softballu, gdyż Międzynarodowy Komitet Olimpijski na 117. spotkaniu w Singapurze podjął decyzję o skreśleniu tych obydwu dyscyplin z programu igrzysk. Decyzję o usunięciu z programu olimpijskiego baseballu i softballu MKOl podtrzymał na kolejnym 118. spotkaniu MKOl w Turynie w lutym 2006. Do włączenia do programu Letnich Igrzysk Olimpijskich 2012 ubiegało się pięć dyscyplin: karate, rugby, sporty wrotkarskie, golf i squash, jednak żadna z tych pięciu dyscyplin nie uzyskała poparcia co najmniej 2/3 członków Międzynarodowego Komitetu Olimpijskiego, przez co liczba dyscyplin została zredukowana z 28 do 26. MKOl na spotkaniu zarządu w dniu 13 sierpnia 2009 roku dołączył do programu igrzysk olimpijskich trzy konkurencje w boksie kobiet i przywrócił do programu imprezy grę mieszaną w tenisie ziemnym.
Na Igrzyskach Olimpijskich w Londynie w programie zostało umieszczonych 26 konkurencji sportowych w jakich były rozgrywane zawody. W ramach konkurencji występuje 39 dyscyplin. W nawiasach podano liczbę konkurencji w danej dyscyplinie.
| - Badminton (5) (szczegóły) - Boks (13) (szczegóły) - Gimnastyka (szczegóły) - Gimnastyka artystyczna (2) - Gimnastyka sportowa (14) - Skoki na trampolinie (2) - Hokej na trawie (2) (szczegóły) - Jeździectwo (6) (szczegóły) - Judo (14) (szczegóły) - Kajakarstwo (szczegóły) - Kajakarstwo górskie (4) - Kajakarstwo (12) - Kolarstwo (szczegóły) - BMX (2) - Kolarstwo górskie (2) - Kolarstwo szosowe (4) - Kolarstwo torowe (10) - Koszykówka (2) (szczegóły) - Lekkoatletyka (47) (szczegóły) - Łucznictwo (4) (szczegóły) | - Pięciobój nowoczesny (2) (szczegóły) - Piłka nożna (2) (szczegóły) - Piłka ręczna (2) (szczegóły) - Piłka wodna (2) (szczegóły) - Pływanie (34) (szczegóły) - Pływanie synchroniczne (2) (szczegóły) - Podnoszenie ciężarów (15) (szczegóły) - Siatkówka (szczegóły) - Siatkówka (halowa) (2) - Siatkówka plażowa (2) - Skoki do wody (8) (szczegóły) - Strzelectwo (15) (szczegóły) - Szermierka (10) (szczegóły) - Taekwondo (8) (szczegóły) - Tenis stołowy (4) (szczegóły) - Tenis ziemny (5) (szczegóły) - Triathlon (2) (szczegóły) - Wioślarstwo (14) (szczegóły) - Zapasy (18) (szczegóły) - Żeglarstwo (10) (szczegóły) |

## Obiekty olimpijskie
- Stadion Olimpijski – ceremonia otwarcia i zamknięcia, lekkoatletyka
- All England Lawn Tennis and Croquet Club – tenis ziemny
- Aquatics Centre – pięciobój nowoczesny, pływanie, pływanie synchroniczne, skoki do wody
- Basketball Arena – koszykówka, piłka ręczna (runda finałowa)
- Copper Box – piłka ręczna, pięciobój nowoczesny
- Dorney Lake – kajakarstwo, wioślarstwo
- Earls Court Exhibition Centre – siatkówka halowa
- ExCeL – boks, judo, podnoszenie ciężarów, szermierka, taekwondo, tenis stołowy, zapasy
- Greenwich Park – jeździectwo, pięciobój nowoczesny
- Hadleigh Farm – kolarstwo górskie
- Hampden Park, Millennium Stadium, Old Trafford, Ricoh Arena, St James’ Park – piłka nożna
- Horse Guards Parade – siatkówka plażowa
- Hyde Park – pływanie na otwartym akwenie, triathlon
- Lee Valley White Water Centre – kajakarstwo górskie
- London Velopark – kolarstwo torowe, BMX
- Lord’s Cricket Ground – łucznictwo
- Marathon Course – maraton lekkoatletyczny
- The O2 Arena/North Greenwich Arena – gimnastyka sportowa, koszykówka (runda finałowa)
- Regent’s Park – kolarstwo szosowe
- Riverbank Arena – hokej na trawie
- Royal Artillery Barracks – strzelectwo
- Water Polo Arena – piłka wodna
- Wembley Arena – badminton, gimnastyka artystyczna
- Wembley Stadium – piłka nożna
- Weymouth and Portland National Sailing Academy – żeglarstwo

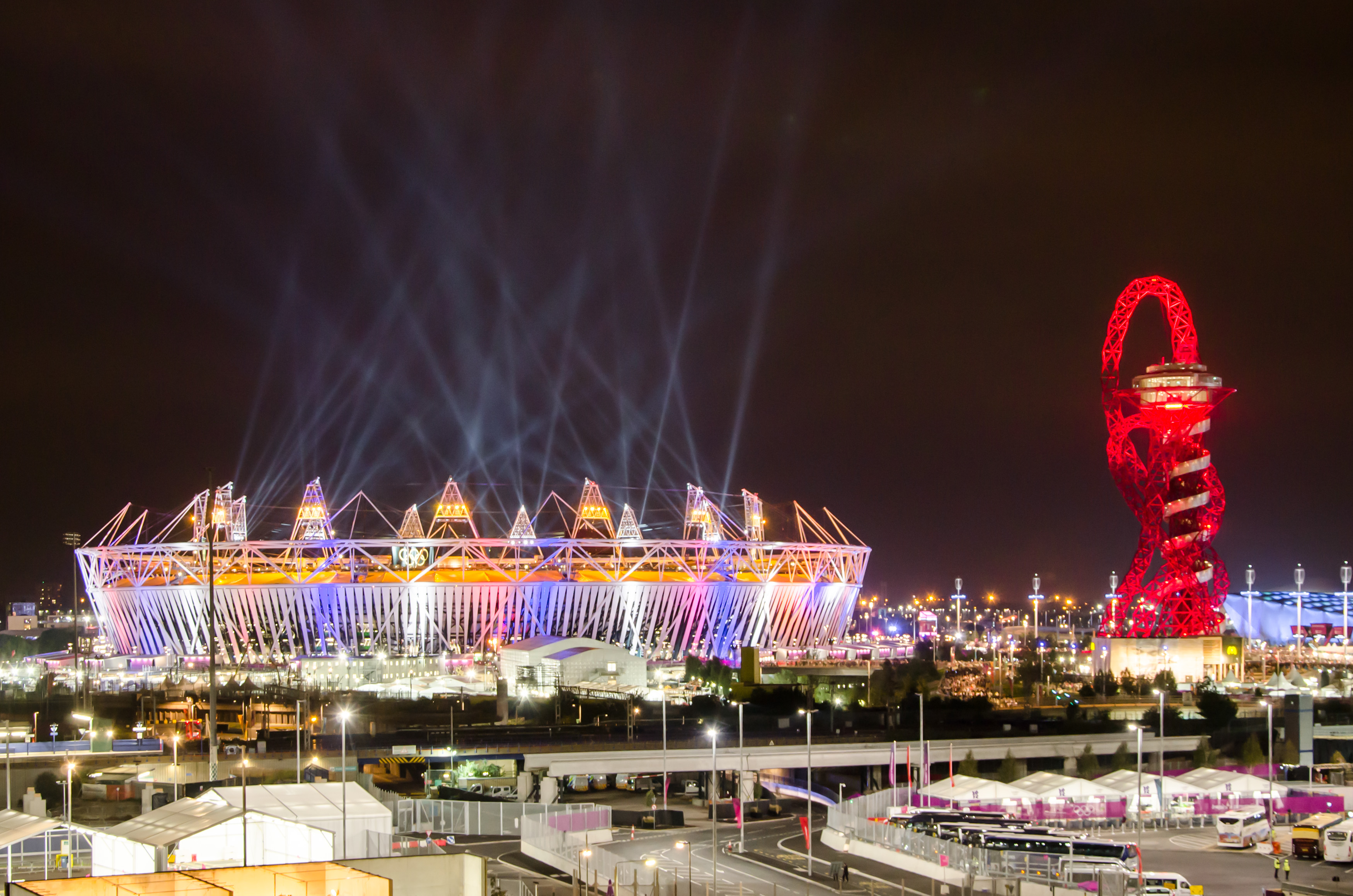
Stadion Olimpijski
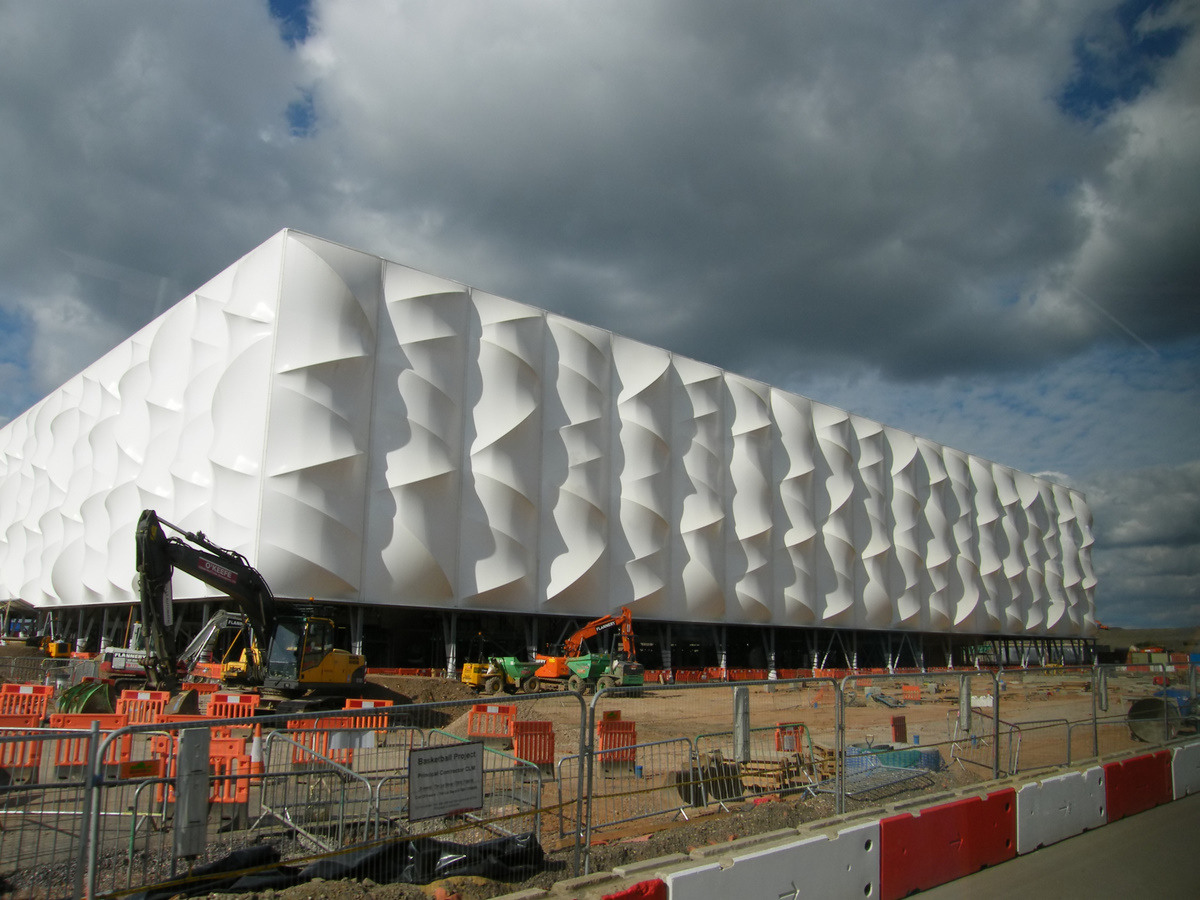
Basketball Arena
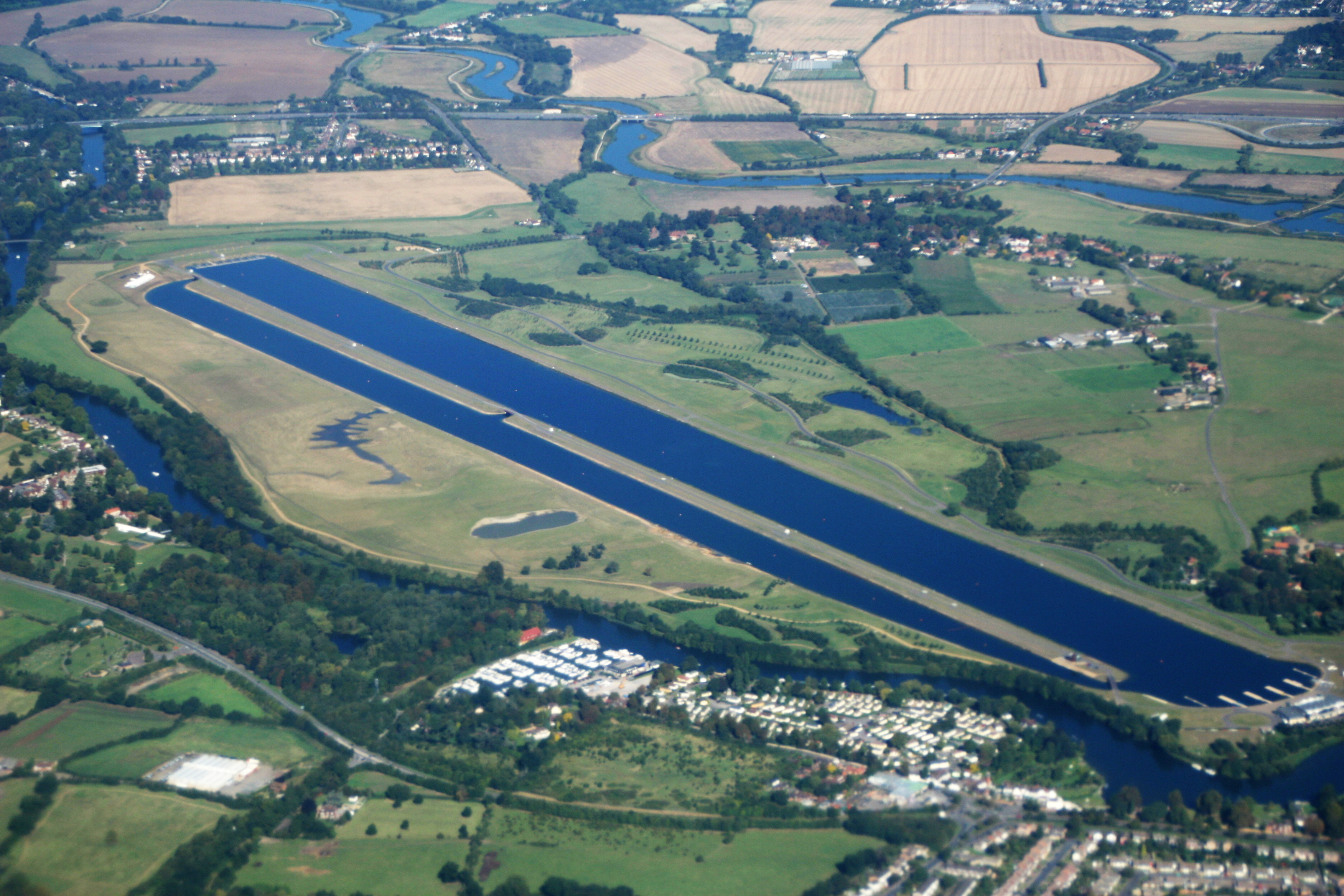
Dorney Lake
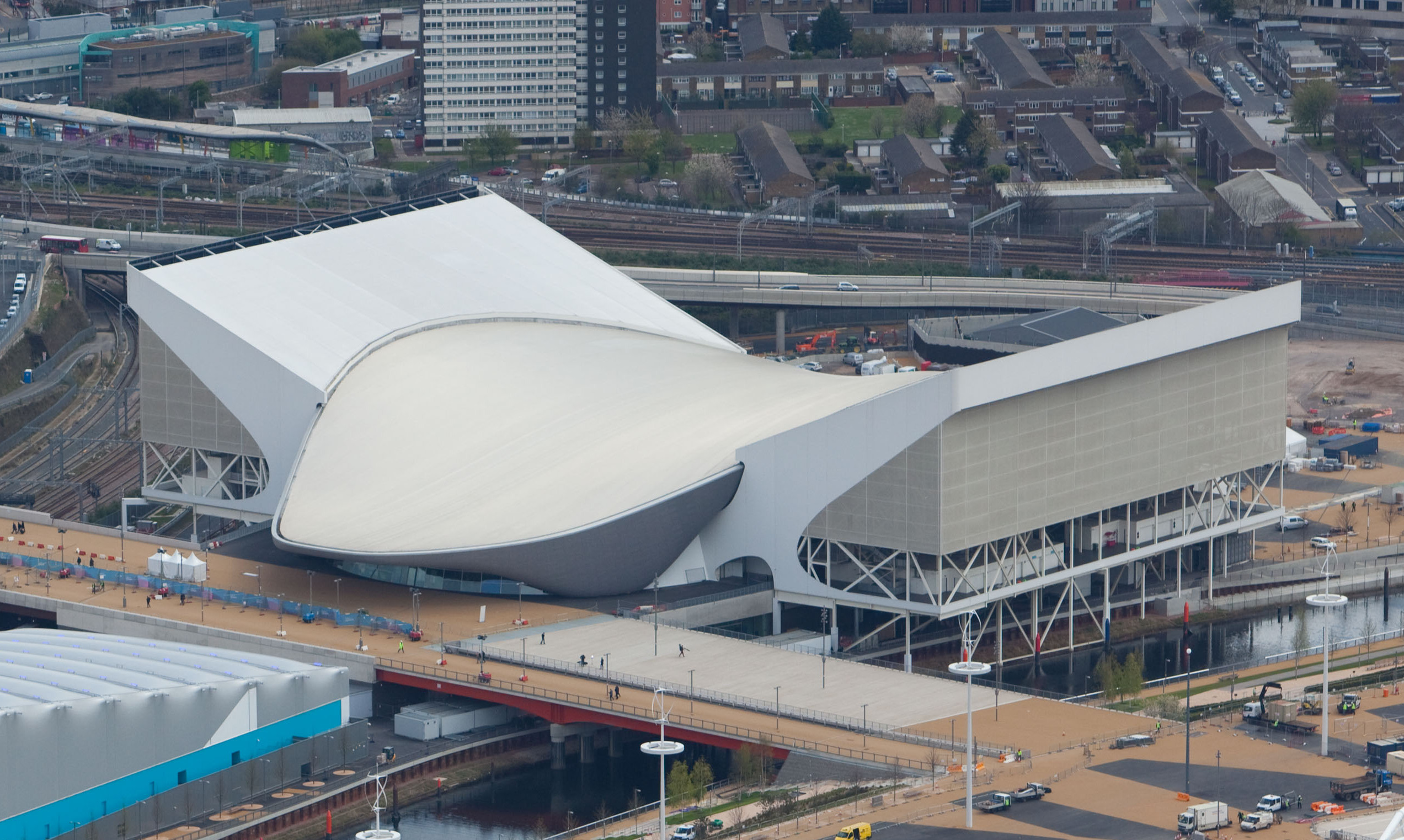
London Aquatics Centre
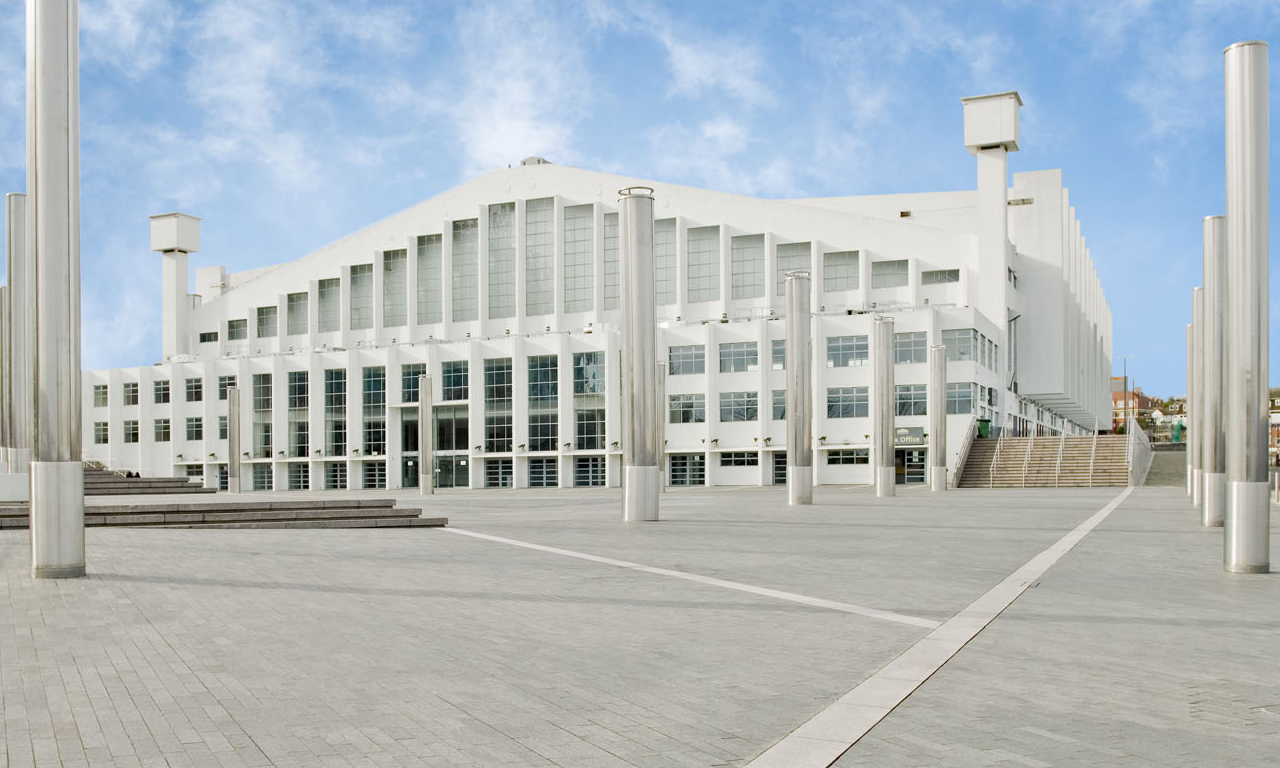
Wembley Arena
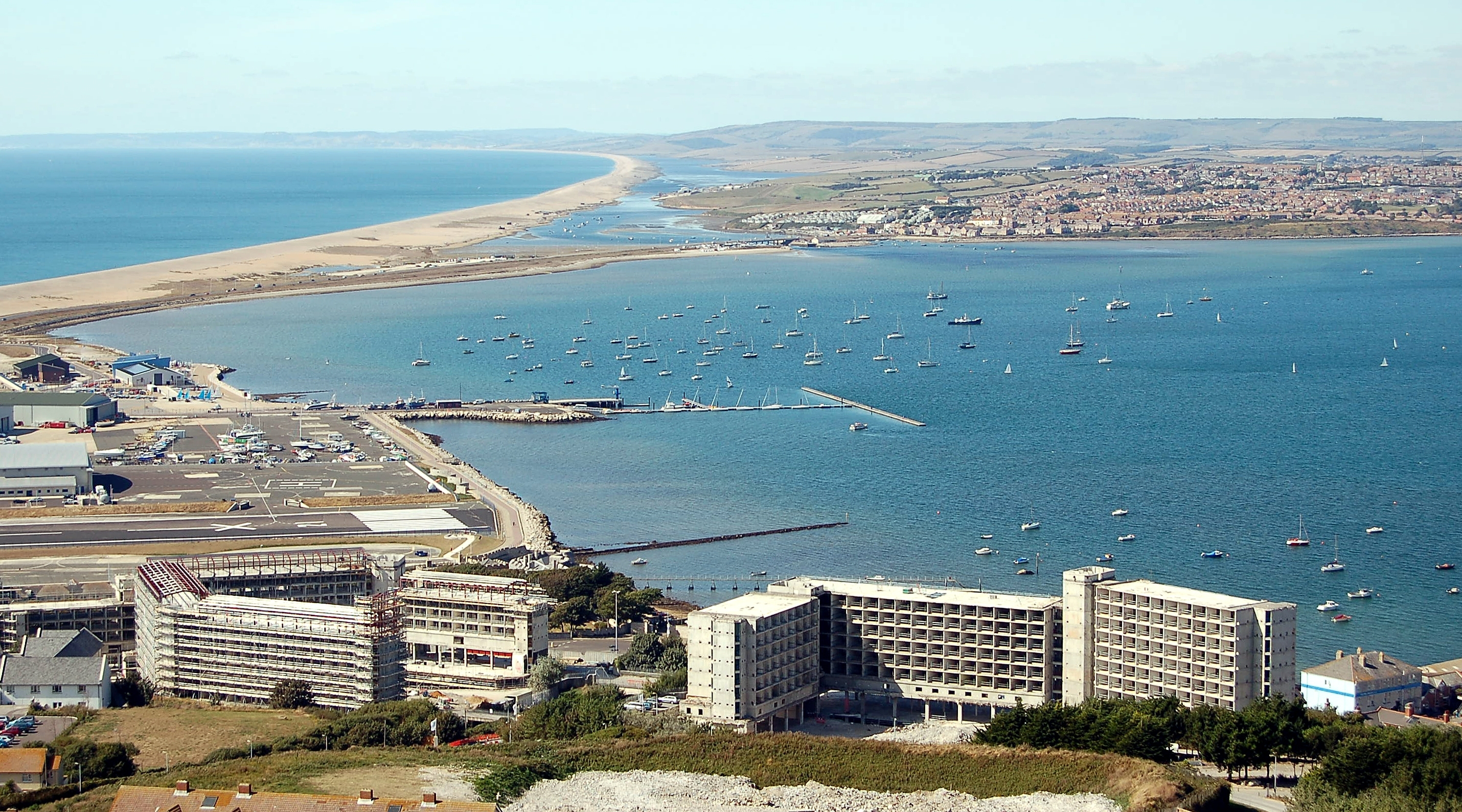
Weymouth and Portland National Sailing Academy

## Państwa biorące udział w XXX Letnich Igrzyskach Olimpijskich
| 300+ | 100+ | 30+ | 10+ | 4+ | 1+ |

Liczba zawodników z poszczególnych krajów

W igrzyskach występowały reprezentacje 204 państw świata, a także Niezależni Sportowcy Olimpijscy, w skład których wchodzili zawodnicy z krajów, które nie posiadają własnego oficjalnego narodowego komitetu olimpijskiego.

## Klasyfikacja medalowa
| Klasyfikacja medalowa |                   |       |        |      |       |
| Lp.                   | Państwo           | złoto | srebro | brąz | razem |
| 1.                    | Stany Zjednoczone | 48    | 26     | 30   | 104   |
| 2.                    | Chiny             | 39    | 31     | 22   | 92    |
| 3.                    | Wielka Brytania   | 29    | 18     | 18   | 65    |
| 4.                    | Rosja             | 18    | 21     | 26   | 65    |
| 5.                    | Korea Południowa  | 13    | 9      | 8    | 30    |
| 6.                    | Niemcy            | 11    | 20     | 13   | 44    |
| 7.                    | Francja           | 11    | 11     | 13   | 35    |
| 8.                    | Australia         | 8     | 15     | 12   | 35    |
| 9.                    | Włochy            | 8     | 9      | 11   | 28    |
| 10.                   | Węgry             | 8     | 4      | 6    | 18    |
| –                     | –                 | –     | –      | –    | –     |
| 23.                   | Polska            | 3     | 2      | 6    | 11    |

## Sztafeta olimpijska

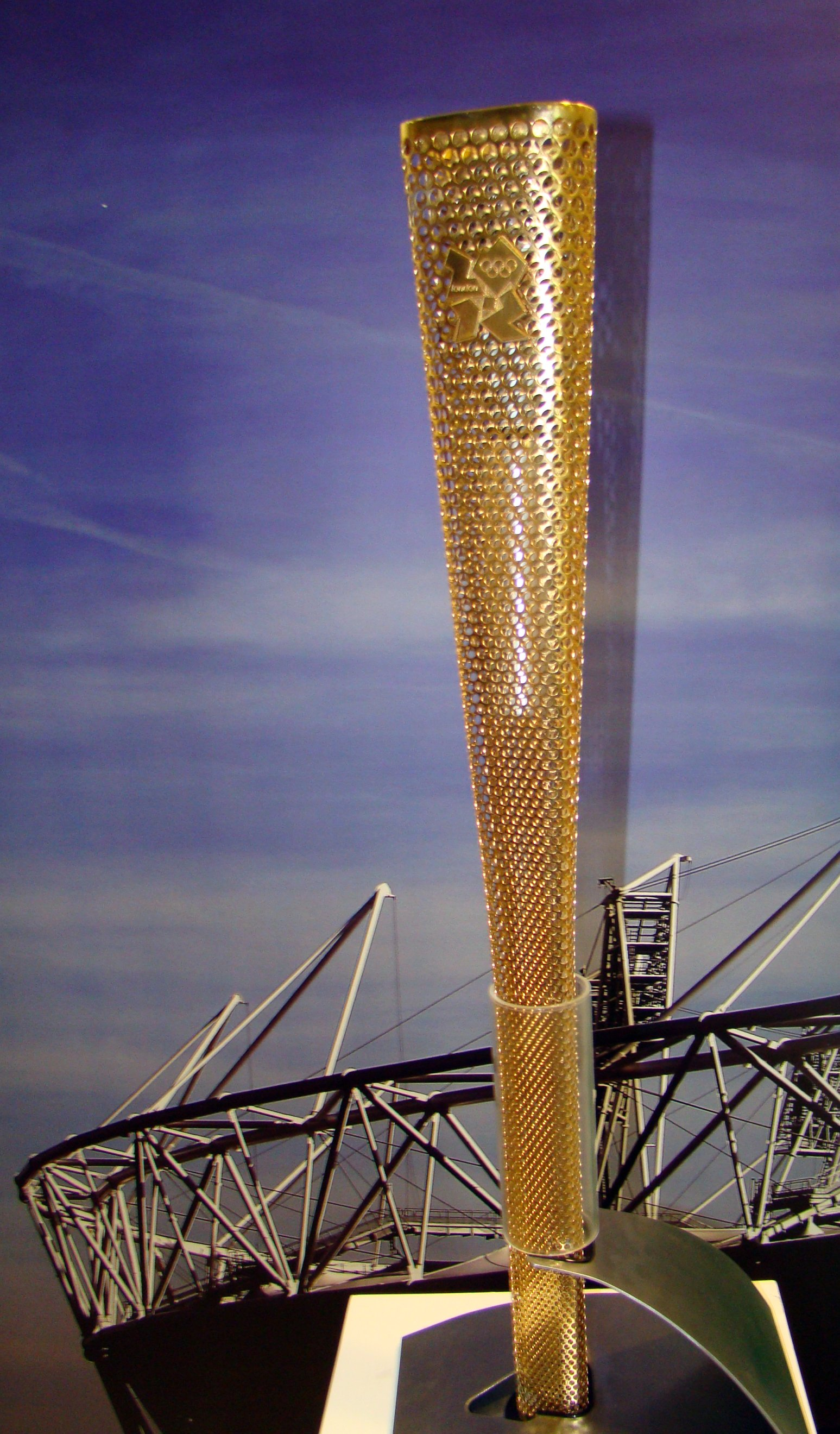
Pochodnia z ogniem olimpijskim na wystawie w Cardiff, Walia

Sztafeta olimpijska rozpoczęła się 19 maja i trwała do 27 lipca 2012 r., poprzedzając letnie igrzyska olimpijskie w Londynie. Trasa biegu z pochodnią olimpijską została przedstawiona 18 maja 2011, rok przed zapaleniem ognia olimpijskiego. Swoją podróż ogień rozpoczął tradycyjnie w greckiej Olimpii, gdzie następnie został przetransportowany do Land’s End, by tam rozpocząć swą podróż po Wielkiej Brytanii, która zakończyła się w dniu rozpoczęcia igrzysk na Stadionie Olimpijskim.
Pochodnię Igrzysk XXX Olimpiady oficjalnie zaprezentowano 8 czerwca 2011.

## Ceremonia otwarcia

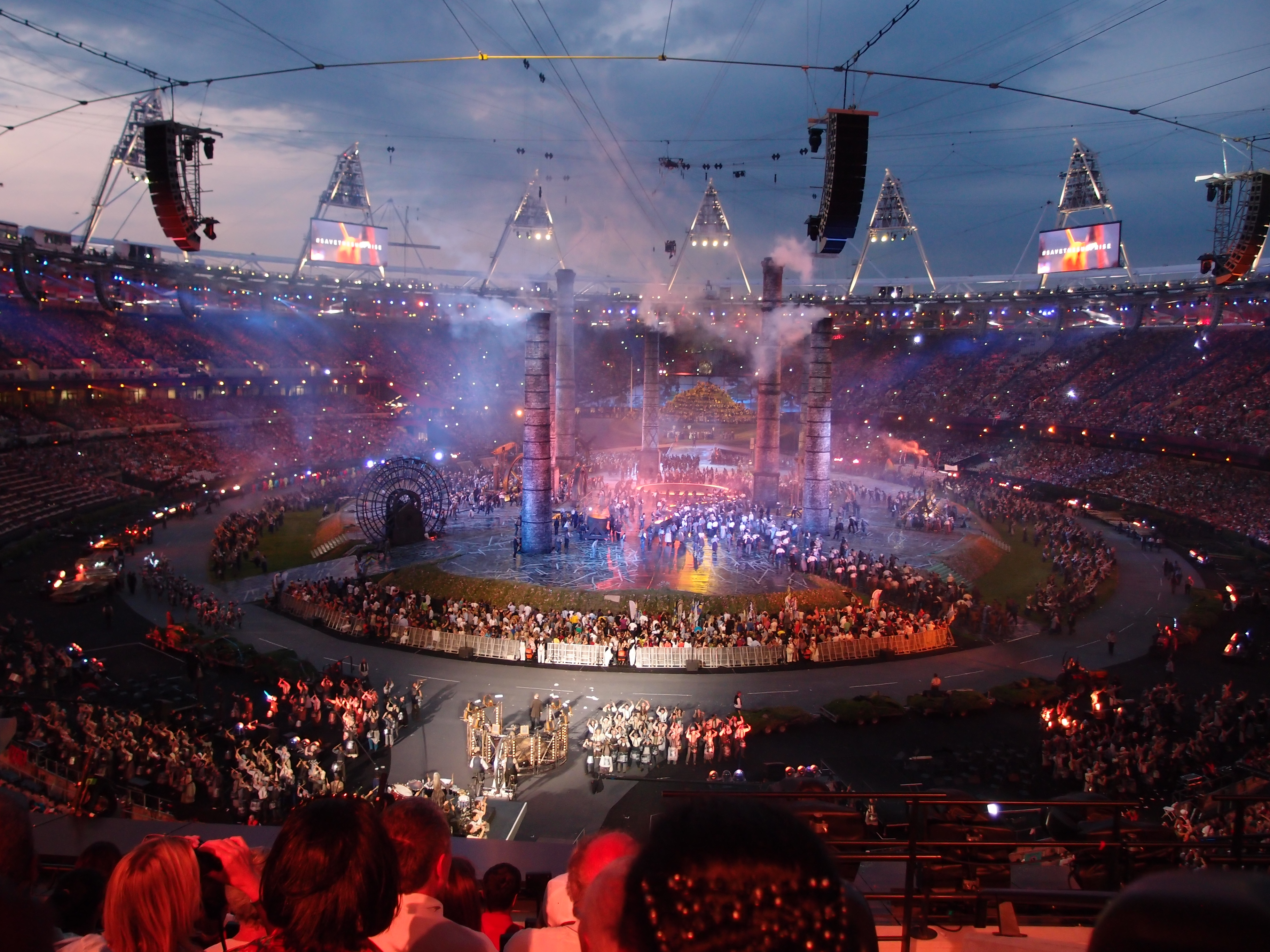
Oficjalna ceremonia otwarcia igrzysk na stadionie olimpijskim

Uroczyste otwarcie Olimpiady odbyło się wieczorem w piątek 27 lipca, na stadionie olimpijskim w Londynie. Igrzyska zostały otwarte przez królową Elżbietę II. Spektakl zatytułowany „Isles of Wonder” (pol. Wyspy cudów) został zaprojektowany i koordynowany przez reżysera Danny’ego Boyle’a, z kierownictwem muzycznym, drogą elektroniczną grupy muzycznej Underworld. Wszystko zaczęło się o 22:00, a zakończyło o 01:46 czasu środkowoeuropejskiego. Prawie czterogodzinny spektakl obejrzało około 62 000 widzów na stadionie, szczyt telewidzów wynosił 26,9 mln, a ponad 1 milion osób oglądało ceremonię na internetowych stronach. W USA na stacji NBC ceremonia była najbardziej oglądaną olimpijską ceremonią otwarcia w historii – obejrzało ją 42 miliony widzów. Szacuje się, że na całym świecie ceremonię widziało ponad miliard ludzi. Przedstawienie było chwalone przez liczne publikacje i widzów jako „arcydzieło” i „list miłosny do Wielkiej Brytanii”.

## Rekordy olimpijskie i świata
| Data        | Dyscyplina                                       | Runda              | Rekordzista                                                            | Państwo           | Rezultat         | Rekord | Status      |
| ----------- | ------------------------------------------------ | ------------------ | ---------------------------------------------------------------------- | ----------------- | ---------------- | ------ | ----------- |
| 27 lipca    | Łucznictwo mężczyzn – indywidualnie              | Runda rankingowa   | Im Dong-hyun                                                           | Korea Południowa  | 699              |        | nieaktualny |
| 27 lipca    | Łucznictwo mężczyzn – drużynowo                  | Runda rankingowa   | Im Dong-hyun, Kim Bub-min, Oh Jin-hyek                                 | Korea Południowa  | 2087             |        | aktualny    |
| 28 lipca    | 400 m st. dowolnym mężczyzn                      | Finał              | Sun Yang                                                               | Chiny             | 3:40.14          |        | nieaktualny |
| 28 lipca    | 100 m st. klasycznym mężczyzn                    | Półfinał           | Cameron van der Burgh                                                  | Południowa Afryka | 58.83            |        | nieaktualny |
| 28 lipca    | 4x100 m st. dowolnym kobiet                      | Finał              | Alicia Coutts, Cate Campbell, Brittany Elmslie, Melanie Schlanger      | Australia         | 3:33.15          |        | nieaktualny |
| 28 lipca    | 400 m st. zmiennym kobiet                        | Finał              | Ye Shiwen                                                              | Chiny             | 4:28.33          |        | nieaktualny |
| 28 lipca    | dwójka bez sternika mężczyzn                     | Eliminacje         | Eric Murray, Hamish Bond                                               | Nowa Zelandia     | 6:08.50          |        | aktualny    |
| 28 lipca    | dwójka bez sternika kobiet                       | Eliminacje         | Helen Glover, Heather Stanning                                         | Wielka Brytania   | 6:57.29          |        | nieaktualny |
| 28 lipca    | jedynka mężczyzn                                 | Eliminacje         | Tim Maeyens                                                            | Belgia            | 6:42.52          |        | nieaktualny |
| 28 lipca    | dwójka podwójna mężczyzn                         | Eliminacje         | Nathan Cohen, Joseph Sullivan                                          | Nowa Zelandia     | 6:11.30          |        | nieaktualny |
| 29 lipca    | 100 m st. klasycznym mężczyzn                    | Finał              | Cameron van der Burgh                                                  | Południowa Afryka | 58.46            |        | nieaktualny |
| 29 lipca    | 100 m st. motylkowym kobiet                      | Finał              | Dana Vollmer                                                           | Stany Zjednoczone | 55.98            |        | nieaktualny |
| 29 lipca    | 400 m st. dowolnym kobiet                        | Finał              | Camille Muffat                                                         | Francja           | 4:01.45          |        | nieaktualny |
| 29 lipca    | skeet kobiet                                     | Kwalifikacje       | Kim Rhode                                                              | Stany Zjednoczone | 74               |        | aktualny    |
| 29 lipca    | skeet kobiet                                     | Finał              | Kim Rhode                                                              | Stany Zjednoczone | 99 (74+25)       |        | aktualny    |
| 30 lipca    | 100 m st. grzbietowym mężczyzn                   | Finał              | Matt Grevers                                                           | Stany Zjednoczone | 52.16            |        | nieaktualny |
| 30 lipca    | 62 kg mężczyzn                                   | Finał              | Kim Un-Guk                                                             | Korea Północna    | 153 kg (rwanie)  |        | aktualny    |
| 30 lipca    | 62 kg mężczyzn                                   | Finał              | Óscar Figueroa                                                         | Kolumbia          | 177 kg (podrzut) |        | aktualny    |
| 30 lipca    | 62 kg mężczyzn                                   | Finał              | Kim Un-Guk                                                             | Korea Północna    | 327 kg (dwubój)  |        | aktualny    |
| 30 lipca    | 58 kg kobiet                                     | Finał              | Li Xueying                                                             | Chiny             | 108 kg (rwanie)  |        | nieaktualny |
| 30 lipca    | 58 kg kobiet                                     | Finał              | Li Xueying                                                             | Chiny             | 246 kg (dwubój)  |        | aktualny    |
| 30 lipca    | czwórka ze sternikiem mężczyzn                   | Eliminacje         | William Lockwood, James Chapman, Drew Ginn, Joshua Dunkley-Smith       | Australia         | 5:47.06          |        | nieaktualny |
| 30 lipca    | dwójka podwójna kobiet                           | Eliminacje         | Anna Watkins, Katherine Grainger                                       | Wielka Brytania   | 6:44.33          |        | aktualny    |
| 31 lipca    | 63 kg kobiet                                     | Finał              | Majia Maneza                                                           | Kazachstan        | 245 kg (dwubój)  |        | nieaktualny |
| 31 lipca    | 200 m st. zmiennym kobiet                        | Finał              | Ye Shiwen                                                              | Chiny             | 2:07.57          |        | nieaktualny |
| 31 lipca    | 200 m st. dowolnym kobiet                        | Finał              | Allison Schmitt                                                        | Stany Zjednoczone | 1:53.61          |        | nieaktualny |
| 31 lipca    | skeet mężczyzn                                   | Kwalifikacje       | Vincent Hancock                                                        | Stany Zjednoczone | 123              |        | aktualny    |
| 31 lipca    | skeet mężczyzn                                   | Finał              | Vincent Hancock                                                        | Stany Zjednoczone | 148 (123+25)     |        | aktualny    |
| 1 sierpnia  | 200 m st. klasycznym mężczyzn                    | Finał              | Dániel Gyurta                                                          | Węgry             | 2:07.28          |        | nieaktualny |
| 1 sierpnia  | 200 m st. klasycznym kobiet                      | Półfinał           | Rebecca Soni                                                           | Stany Zjednoczone | 2:20.00          |        | nieaktualny |
| 1 sierpnia  | 200 m st. motylkowym kobiet                      | Finał              | Jiao Liuyang                                                           | Chiny             | 55.98            |        | nieaktualny |
| 1 sierpnia  | 4x200 m st. dowolnym kobiet                      | Finał              | Missy Franklin, Dana Vollmer, Shannon Vreeland, Allison Schmitt        | Stany Zjednoczone | 4:42.92          |        | nieaktualny |
| 1 sierpnia  | 77 kg mężczyzn                                   | Finał              | Lü Xiaojun                                                             | Chiny             | 175 kg (rwanie)  |        | nieaktualny |
| 1 sierpnia  | 77 kg mężczyzn                                   | Finał              | Lü Xiaojun                                                             | Chiny             | 379 kg (dwubój)  |        | aktualny    |
| 1 sierpnia  | pistolet sportowy 25m kobiet                     | kwalifikacje       | Kim Jang-mi                                                            | Korea Południowa  | 591              |        | aktualny    |
| 2 sierpnia  | 200 m st. grzbietowym mężczyzn                   | Finał              | Tyler Clary                                                            | Stany Zjednoczone | 1:53.41          |        | nieaktualny |
| 2 sierpnia  | 200 m st. klasycznym kobiet                      | Finał              | Rebecca Soni                                                           | Stany Zjednoczone | 2:19.59          |        | nieaktualny |
| 2 sierpnia  | 100 m st. dowolnym kobiet                        | Finał              | Ranomi Kromowidjojo                                                    | Holandia          | 53.00            |        | nieaktualny |
| 2 sierpnia  | sprint drużynowy kobiet                          | Kwalifikacje       | Victoria Pendleton, Jessica Varnish                                    | Wielka Brytania   | 32.526           |        | nieaktualny |
| 2 sierpnia  | sprint drużynowy kobiet                          | Kwalifikacje       | Gong Jinjie, Guo Shuang                                                | Chiny             | 32.447           |        | nieaktualny |
| 2 sierpnia  | sprint drużynowy kobiet                          | 1 runda            | Gong Jinjie, Guo Shuang                                                | Chiny             | 32.422           |        | nieaktualny |
| 2 sierpnia  | sprint drużynowy mężczyzn                        | 1 runda            | Philip Hindes, Chris Hoy, Jason Kenny                                  | Wielka Brytania   | 42.747           |        | nieaktualny |
| 2 sierpnia  | sprint drużynowy mężczyzn                        | Finał              | Philip Hindes, Chris Hoy, Jason Kenny                                  | Wielka Brytania   | 42.600           |        | nieaktualny |
| 2 sierpnia  | wyścig na dochodzenie mężczyzn                   | Kwalifikacje       | Ed Clancy, Geraint Thomas, Steven Burke, Peter Kennaugh                | Wielka Brytania   | 3:52.499         |        | nieaktualny |
| 2 sierpnia  | wyścig na dochodzenie mężczyzn                   | Finał              | Ed Clancy, Geraint Thomas, Steven Burke, Peter Kennaugh                | Wielka Brytania   | 3:51.659         |        | nieaktualny |
| 2 sierpnia  | pistolet szybkostrzelny 25 m mężczyzn            | Kwalifikacje       | Aleksiej Klimow                                                        | Rosja             | 592              |        | aktualny    |
| 3 sierpnia  | 200 m st. grzbietowym kobiet                     | Finał              | Missy Franklin                                                         | Stany Zjednoczone | 2:04.06          |        | nieaktualny |
| 3 sierpnia  | wyścig na dochodzenie kobiet                     | Kwalifikacje       | Danielle King, Laura Trott, Joanna Rowsell                             | Wielka Brytania   | 3:15.669         |        | nieaktualny |
| 3 sierpnia  | karabin małokalibrowy leżąc 50 m                 | Finał              | Siarhiej Martynau                                                      | Białoruś          | 705.5            |        | aktualny    |
| 3 sierpnia  | pistolet szybkostrzelny 25 m mężczyzn            | Finał              | Leuris Pupo                                                            | Kuba              | 34               |        | aktualny    |
| 3 sierpnia  | siedmiobój kobiet                                | 100 m przez płotki | Jessica Ennis                                                          | Wielka Brytania   | 12.54            |        | aktualny    |
| 3 sierpnia  | siedmiobój kobiet                                | pchnięcie kulą     | Austra Skujyte                                                         | Litwa             | 17,31 m          |        | aktualny    |
| 4 sierpnia  | 1500 m st. dowolnym mężczyzn                     | Finał              | Sun Yang                                                               | Chiny             | 14:31.02         |        | aktualny    |
| 4 sierpnia  | 50 m st. dowolnym kobiet                         | Finał              | Ranomi Kromowidjojo                                                    | Holandia          | 24.05            |        | nieaktualny |
| 4 sierpnia  | 4x100 m st. zmiennym kobiet                      | Finał              | Missy Franklin, Rebecca Soni, Dana Vollmer, Allison Schmitt            | Stany Zjednoczone | 3:52.05          |        | nieaktualny |
| 4 sierpnia  | wyścig na dochodzenie kobiet                     | 1 runda            | Danielle King, Laura Trott, Joanna Rowsell                             | Wielka Brytania   | 3:14.682         |        | nieaktualny |
| 4 sierpnia  | wyścig na dochodzenie kobiet                     | Finał              | Danielle King, Laura Trott, Joanna Rowsell                             | Wielka Brytania   | 3:14.051         |        | aktualny    |
| 4 sierpnia  | sprint mężczyzn                                  | Eliminacje         | Jason Kenny                                                            | Wielka Brytania   | 9.713            |        | aktualny    |
| 4 sierpnia  | trap kobiet                                      | Kwalifikacje       | Jessica Rossi                                                          | Włochy            | 75               |        | aktualny    |
| 4 sierpnia  | trap kobiet                                      | Finał              | Jessica Rossi                                                          | Włochy            | 99 (75+24)       |        | aktualny    |
| 4 sierpnia  | karabin małokalibrowy trzy postawy 50 m kobiet   | Kwalifikacje       | Jamie Lynn Gray                                                        | Stany Zjednoczone | 592              |        | aktualny    |
| 4 sierpnia  | karabin małokalibrowy trzy postawy 50 m kobiet   | Finał              | Jamie Lynn Gray                                                        | Stany Zjednoczone | 691.9 (592+99,9) |        | aktualny    |
| 4 sierpnia  | chód na 20 km mężczyzn                           | Finał              | Chen Ding                                                              | Chiny             | 1:18:46          |        | aktualny    |
| 4 sierpnia  | siedmiobój kobiet                                | rzut oszczepem     | Sofia Ifandidu                                                         | Grecja            | 56,96 m          |        | aktualny    |
| 5 sierpnia  | maraton kobiet                                   | Finał              | Tiki Gelana                                                            | Etiopia           | 2:23:07          |        | aktualny    |
| 5 sierpnia  | +75 kg kobiet                                    | Finał              | Zhou Lulu                                                              | Chiny             | 142 kg (rwanie)  |        | nieaktualny |
| 5 sierpnia  | +75 kg kobiet                                    | Finał              | Tatjana Kaszyrina                                                      | Rosja             | 144 kg (rwanie)  |        | nieaktualny |
| 5 sierpnia  | +75 kg kobiet                                    | Finał              | Zhou Lulu                                                              | Chiny             | 146 kg (rwanie)  |        | nieaktualny |
| 5 sierpnia  | +75 kg kobiet                                    | Finał              | Tatjana Kaszyrina                                                      | Rosja             | 149 kg (rwanie)  |        | nieaktualny |
| 5 sierpnia  | +75 kg kobiet                                    | Finał              | Tatjana Kaszyrina                                                      | Rosja             | 151 kg (rwanie)  |        | aktualny    |
| 5 sierpnia  | +75 kg kobiet                                    | Finał              | Zhou Lulu                                                              | Chiny             | 187 kg (podrzut) |        | aktualny    |
| 5 sierpnia  | +75 kg kobiet                                    | Finał              | Tatjana Kaszyrina                                                      | Rosja             | 332 kg (dwubój)  |        | nieaktualny |
| 5 sierpnia  | +75 kg kobiet                                    | Finał              | Zhou Lulu                                                              | Chiny             | 333 kg (dwubój)  |        | aktualny    |
| 5 sierpnia  | 100 m mężczyzn                                   | Finał              | Usain Bolt                                                             | Jamajka           | 9.63             |        | aktualny    |
| 5 sierpnia  | sprint kobiet                                    | Eliminacje         | Victoria Pendleton                                                     | Wielka Brytania   | 10.724           |        | aktualny    |
| 6 sierpnia  | K-4 500 m kobiet                                 | Półfinał           | Aneta Konieczna, Beata Mikołajczyk, Karolina Naja, Marta Walczykiewicz | Polska            | 1:30.338         |        | aktualny    |
| 6 sierpnia  | karabin małokalibrowy trzy postawy 50 m mężczyzn | Kwalifikacje       | Niccolò Campriani                                                      | Włochy            | 1180             |        | aktualny    |
| 6 sierpnia  | karabin małokalibrowy trzy postawy 50 m mężczyzn | Finał              | Niccolò Campriani                                                      | Włochy            | 98,5             |        | aktualny    |
| 6 sierpnia  | trap mężczyzn                                    | Eliminacje         | Michael Diamond                                                        | Australia         | 125              |        | aktualny    |
| 7 sierpnia  | 100 m przez płotki kobiet                        | Finał              | Sally Pearson                                                          | Australia         | 12.35            |        | nieaktualny |
| 8 sierpnia  | dziesięciobój mężczyzn                           | 100 m              | Ashton Eaton                                                           | Stany Zjednoczone | 10.35            |        | aktualny    |
| 9 sierpnia  | 800m mężczyzn                                    | Finał              | David Lekuta Rudisha                                                   | Kenia             | 1:40.91          |        | aktualny    |
| 9 sierpnia  | dziesięciobój mężczyzn                           | rzut oszczepem     | Leonel Suarez                                                          | Kuba              | 76.94            |        | aktualny    |
| 10 sierpnia | K-1 200 m mężczyzn                               | Eliminacje         | Mark de Jonge                                                          | Kanada            | 35.396           |        | nieaktualny |
| 10 sierpnia | K-1 200 m mężczyzn                               | Eliminacje         | Ed McKeever                                                            | Wielka Brytania   | 35.087           |        | aktualny    |
| 10 sierpnia | C-1 200 m mężczyzn                               | Eliminacje         | Mathieu Goubel                                                         | Francja           | 41.248           |        | nieaktualny |
| 10 sierpnia | C-1 200 m mężczyzn                               | Eliminacje         | Alfonso Benavidez Lopes de Ayala                                       | Hiszpania         | 40.993           |        | nieaktualny |
| 10 sierpnia | C-1 200 m mężczyzn                               | Półfinał           | Iwan Sztyl                                                             | Rosja             | 40.346           |        | aktualny    |
| 10 sierpnia | K-1 200 m kobiet                                 | Eliminacje         | Natasa Douchev-Janics                                                  | Węgry             | 41.221           |        | nieaktualny |
| 10 sierpnia | K-1 200 m kobiet                                 | Półfinał           | Lisa Carrington                                                        | Nowa Zelandia     | 40.528           |        | aktualny    |
| 10 sierpnia | K-2 200 m mężczyzn                               | Eliminacje         | Jurij Postrigaj, Aleksandr Djaczenko                                   | Rosja             | 32.321           |        | nieaktualny |
| 10 sierpnia | K-2 200 m mężczyzn                               | Półfinał           | Jurij Postrigaj, Aleksandr Djaczenko                                   | Rosja             | 32.051           |        | aktualny    |
| 10 sierpnia | 4x100m kobiet                                    | Finał              | Tianna Madison, Allyson Felix, Bianca Knight, Carmelita Jeter          | Stany Zjednoczone | 40.82            |        | aktualny    |
| 10 sierpnia | rzut młotem kobiet                               | Finał              | Tatjana Łysienko                                                       | Rosja             | 77,56 m          |        | nieaktualny |
| 10 sierpnia | rzut młotem kobiet                               | Finał              | Tatjana Łysienko                                                       | Rosja             | 78,18 m          |        | nieaktualny |
| 10 sierpnia | skok o tyczce mężczyzn                           | Finał              | Renaud Lavillenie                                                      | Francja           | 5,97 m           |        | nieaktualny |
| 11 sierpnia | pięciobój nowoczesny mężczyzn                    | Szermierka         | David Svoboda                                                          | Czechy            | 1024 (26-9)      | =      | aktualny    |
| 11 sierpnia | chód na 50 km mężczyzn                           | Finał              | Jared Tallent                                                          | Australia         | 3:36:53          |        | aktualny    |
| 11 sierpnia | pięciobój nowoczesny mężczyzn                    | Pływanie           | Amro El Geziry                                                         | Egipt             | 1412 (1:55.70)   |        | aktualny    |
| 11 sierpnia | chód na 20 km kobiet                             | Finał              | Jelena Łaszmanowa                                                      | Rosja             | 1:25:02          |        | nieaktualny |
| 11 sierpnia | 4x100m mężczyzn                                  | Finał              | Nesta Carter, Yohan Blake, Michael Frater, Usain Bolt                  | Jamajka           | 36.84            |        | aktualny    |
| 11 sierpnia | pięciobój nowoczesny mężczyzn                    | Kombinacja         | Nicola Benedetti                                                       | Włochy            | 2536 (10:16.92)  |        | aktualny    |
| 11 sierpnia | pięciobój nowoczesny mężczyzn                    | Finał              | David Svoboda                                                          | Czechy            | 5928             |        | aktualny    |
| 12 sierpnia | pięciobój nowoczesny kobiet                      | Kombinacja         | Anastazja Prokopenko                                                   | Białoruś          | 2336 (11:06.00)  |        | aktualny    |
| 12 sierpnia | pięciobój nowoczesny kobiet                      | Finał              | Laura Asadauskaitė                                                     | Litwa             | 5408             |        | aktualny    |

## Ciekawostki
- Z powodu przedłużenia się części artystycznej, oficjalne otwarcie igrzysk przez królową brytyjską Elżbietę II nastąpiło dopiero 28 lipca o godzinie 0:18 czasu londyńskiego (01:18 czasu środkowoeuropejskiego).
- Podczas zawodów gry pojedynczej mężczyzn w tenisie ziemnym ustanowiono rekord w długości seta rozgrywanego na igrzyskach olimpijskich w singlu mężczyzn. W meczu drugiej rundy Jo-Wilfried Tsonga pokonał Milosa Raonicia 6:3, 3:6, 25:23 w czasie trzech godzin i pięćdziesięciu sześciu minut. Nowy rekord był większy od poprzedniego o osiemnaście gemów[12]. Był to także najdłuższy set w historii tenisa ziemnego na zawodach olimpijskich. Poprzedni rekord został ustanowiony w zawodach gry podwójnej kobiet w 1988 roku, kiedy to spotkanie zakończyło się wynikiem 20:18 w ostatnim secie[13].
- Podczas zawodów gry pojedynczej mężczyzn w tenisie ziemnym ustanowiono rekord w długości meczu rozgrywanego na igrzyskach olimpijskich w singlu mężczyzn. W meczu półfinałowym Roger Federer pokonał Juana Martína del Potro 3:6, 7:6(5), 19:17 w czasie czterech godzin i dwudziestu sześciu minut.
- Według opublikowanego raportu (autorem rząd brytyjski), igrzyska kosztowały mniej niż zakładano – 8,921 mld funtów, przy planowanych w budżecie 9,298 mld[14].